# Anselm Ramelow
Anselm Ramelow OP (* 24. Juni 1964 in Hamburg als Tilman Ramelow) ist ein deutscher Ordensgeistlicher und Philosoph.

## Leben
Das Studium der Geschichte, Kunstgeschichte, Griechisch und Philosophie schloss er 1990 in Geschichte als Magister Artium mit der Magisterarbeit Antoine Nicolas Servin und die Entwicklung des Strafrechts in der französischen Aufklärung und Revolution bei Ernst Schulin ab. An der Universität München erwarb er den Doktortitel 1995 bei Robert Spaemann und Rolf Schönberger in Philosophie mit magna cum laude (Vollstipendium der Hanns-Seidel-Stiftung) und schloss das Promotionsstudium in Kunstgeschichte und Geschichte; auch Erststudium der Theologie, 1995/1996 ab. Nach dem Eintritt 1996 in das Noviziat des Dominikanerordens begann er 1997 das Studium der Theologie. Er erwarb 2002 den Master of Divinity an der Dominican School of Philosophy and Theology  mit dem D’Onofrio Scholarship und 2002 den Master of Arts in Theologie am Graduate Theological Union bei Richard Schenk, Timothy Lull und William O’Neill. Am 12. Januar 2002 legte er die feierlichen Gelübde ab. Nach der Ordination zum Diakon am 20. Juni 2002 war er 2002/2003 in der St. Dominic Priory und Parish, San Francisco, als Diakon tätig. Nach der Priesterweihe am 7. Juni 2003 er war von 2003 bis 2004 in der Holy Rosary Church in Antioch (Kalifornien) als  Pastor und Polizeikaplan tätig. Seit 2004 ist er im St. Dominic Priory and Parish in San Francisco tätig  und lehrt als Professor an der Dominican School of Philosophy and Theology in Berkeley.
Seine Forschungs- und Lehrinteressen sind Religionsphilosophie, Philosophie der Sprache, philosophische Ästhetik, Konzept der Person, Thomas von Aquin und Kant und deutsche Idealismus.

## Schriften (Auswahl)
- Gott, Freiheit, Weltenwahl. Der Ursprung des Begriffes der besten aller möglichen Welten in der Metaphysik der Willensfreiheit zwischen Antonio Perez S. J. (1599–1649) und G. W. Leibniz (1646–1716)  (= Brill’s studies in intellectual history. Band 72). Brill, Leiden u. a. 1997, ISBN 3-428-03307-8 (zugleich Dissertation, München 1995).
- Beyond Modernism? – George Lindbeck and the Linguistic Turn in Theology (= Beiträge zur Fundamentaltheologie und Religionsphilosophie. Band 8). Ars Una, Neuried 2005, ISBN 3-89391-462-5 (zugleich Masterarbeit, Graduate Theological Union 2002).
- Thomas von Aquin: Über die Wahrheit – De veritate; Teilband 5 (Q. 21–24). Meiner, Hamburg 2013, ISBN 978-3-7873-1905-3.
- als Herausgeber: God. Reason and Reality (= Philosophia basic. Philosophical concepts). Philosophia Verlag, München 2014, ISBN 9783884051092.